# Moosburg (Germania)
Moosburg è un comune tedesco di 212 abitanti situato nel land del Baden-Württemberg.